# Lajedão
Lajedão é um município brasileiro no extremo sul do estado da Bahia, pertencente a Mesorregião do Sul Baiano e a microrregião de Porto Seguro.

## Geografia
O município, que fica na divisa com o estado de Minas Gerais, faz limite com os municípios de Nanuque e Serra dos Aimorés em Minas Gerais, além de Medeiros Neto e Ibirapuã, na Bahia.

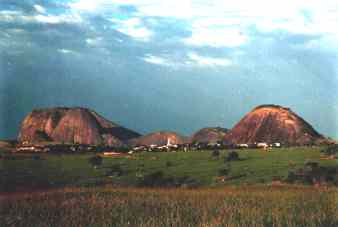
Formações rochosas no município.
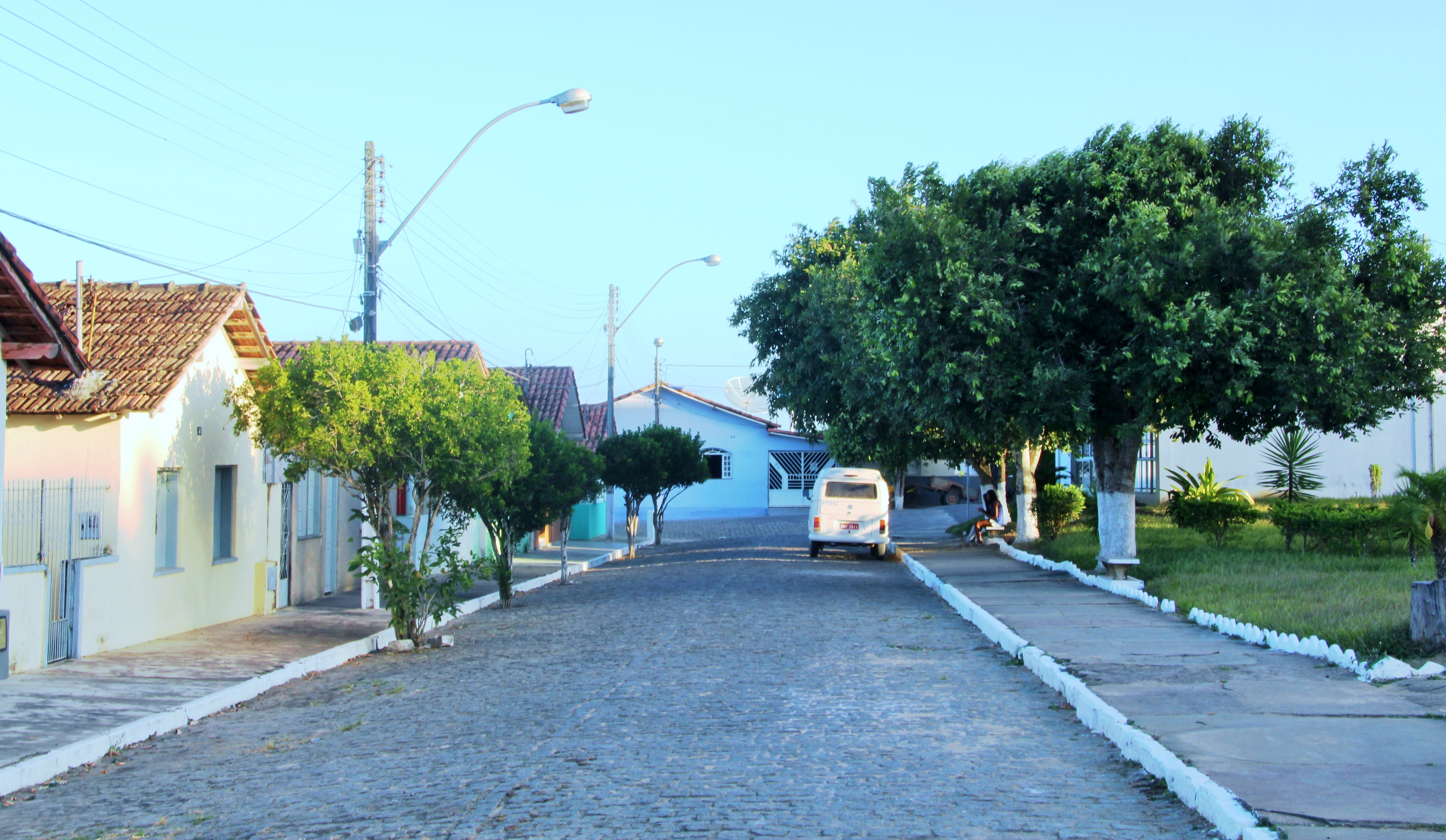
Rua no interior da cidade.
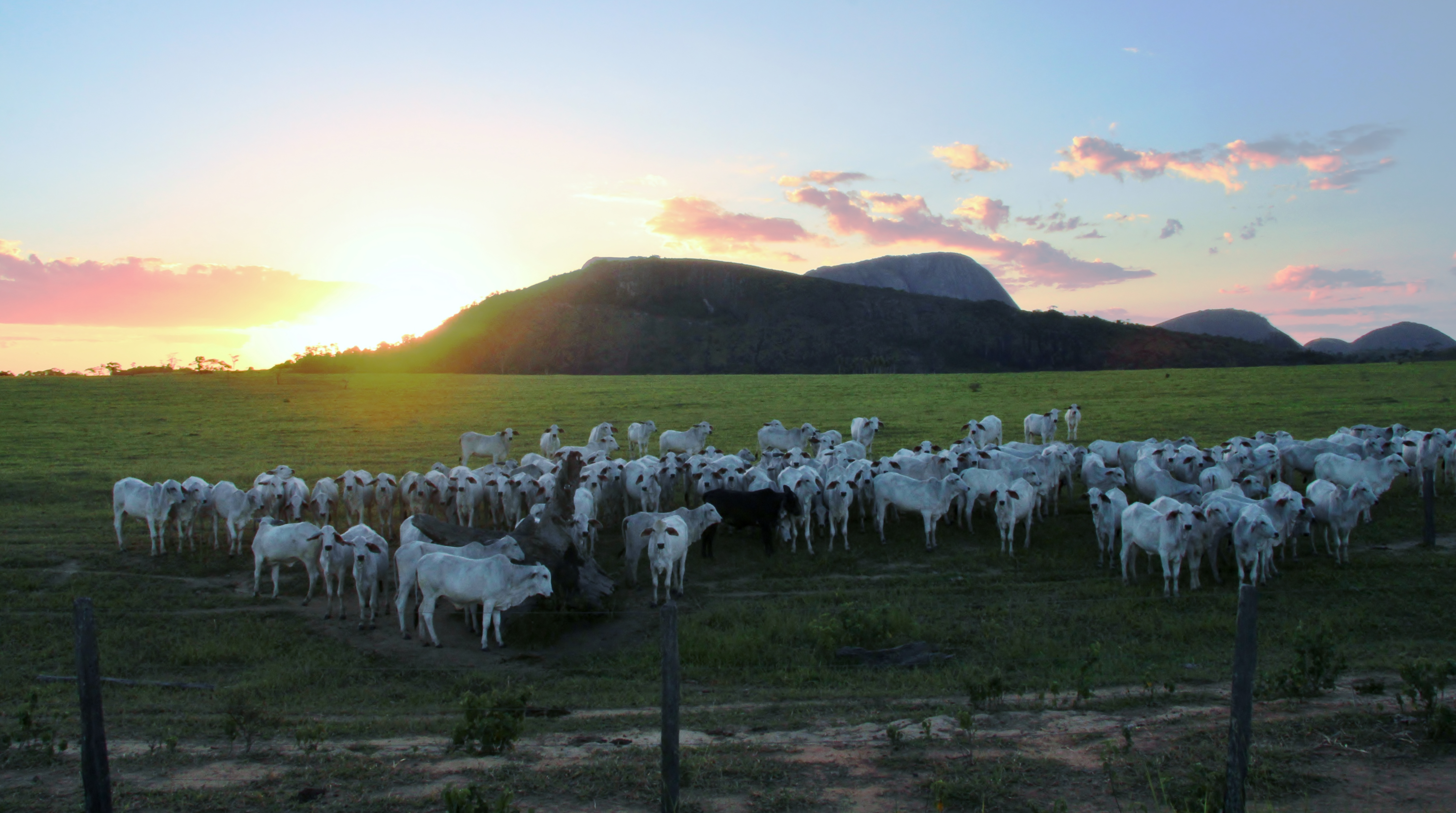
Criação de gado no município.